# SGA-cup
De SGA-cup is een bekercompetitie georganiseerd door de Schaakbond Groot-Amsterdam. Alle schaakverenigingen die zijn aangesloten bij deze bond mogen deelnemen aan deze competitie. De competitie wordt gespeeld op basis van het knock-outsysteem. De teams bestaan telkens uit vier schakers.

## Geschiedenis
De SGA-cup bestaat sinds het seizoen 1970/71. Tot het seizoen 1972/73 werden eerst voorrondes gespeeld in poules van vier teams. De top-2 van elke poule ging vervolgens door naar de knock-out fase. Vanaf het seizoen 1973/74 zijn de poules afgeschaft en wordt vanaf ronde 1 gespeeld in het knock-outsysteem.
Vanaf het seizoen 2019/20 is de bekercompetitie opgedeeld in drie ratingcategorieën: De Gouden Beker, De Zilveren Beker en de Bronzen Beker.

## Winnaars 2019-heden[1]
| Seizoen | Gouden Beker                              | Zilveren Beker                            | Bronzen Beker                             |
| ------- | ----------------------------------------- | ----------------------------------------- | ----------------------------------------- |
| 2024/25 | De Queer Schaakclub                       | VAS                                       | VAS                                       |
| 2023/24 | ENPS                                      | Almere                                    | Zwart op Wit                              |
| 2022/23 | De Amstel                                 | Caïssa                                    | VAS                                       |
| 2021/22 | Caïssa                                    | VAS                                       | Caïssa                                    |
| 2020/21 | Geen competitie i.v.m. coronapandemie     | Geen competitie i.v.m. coronapandemie     | Geen competitie i.v.m. coronapandemie     |
| 2019/20 | Competitie gestaakt i.v.m. coronapandemie | Competitie gestaakt i.v.m. coronapandemie | Competitie gestaakt i.v.m. coronapandemie |

## Winnaars 1971-2019[1]
- 2018-2019 VAS
- 2017-2018 De Raadsheer
- 2016-2017 ENPS
- 2015-2016 ENPS
- 2014-2015 ENPS
- 2013-2014 Zukertort
- 2012-2013 ENPS
- 2011-2012 Zukertort
- 2010-2011 Almere
- 2009-2010 Oosten-Toren
- 2008-2009 Laurierboom-Gambiet
- 2007-2008 De Pion
- 2006-2007 De Amstel
- 2005-2006 Zukertort
- 2004-2005 Zukertort
- 2003-2004 Tal/DCG
- 2002-2003 Nieuwendam
- 2001-2002 De Raadsheer
- 2000-2001 Caïssa
- 1999-2000 Amstelveen
- 1998-1999 Almere
- 1997-1998 Almere
- 1996-1997 Gambit
- 1995-1996 Het Probleem
- 1994-1995 Het Grasmat
- 1993-1994 DOS Amsterdam
- 1992-1993 Caïssa
- 1991-1992 Caïssa
- 1990-1991 Het Grasmat
- 1989-1990 De Raadsheer
- 1988-1989 Amstelveen
- 1987-1988 US
- 1986-1987 VAS/ASC
- 1985-1986 VAS/ASC
- 1984-1985 Amstelveen
- 1983-1984 Amstelveen
- 1982-1983 VAS/ASC
- 1981-1982 VAS/ASC
- 1980-1981 US
- 1979-1980 MEMO
- 1978-1979 MEMO
- 1977-1978 MEMO
- 1976-1977 MEMO
- 1975-1976 Amstelveen
- 1974-1975 MEMO
- 1973-1974 Watergraafsmeer
- 1972-1973 US
- 1971-1972 ASVU
- 1970-1971 Watergraafsmeer